# Узана
Узана (болг. Узана) — курорт в Болгарии, расположенный на территории общины Габрово у подножия горы Исполин (1524 м). Город Габрово расположен всего в 22 км, добраться до Узаны можно по асфальтированной дороге.
В 1991 году был вычислен географический центр Болгарии, тогда же в Узане установлен знак в форме пирамиды, выкрашенной в национальные цвета — белый, зелёный и красный.
В 2008 году Узана включена в список «100 национальных туристических объектов» за номером 19 вместе с другими достопримечательностями Габрово — домом юмора и сатиры, национальным музеем образования и архитектурно-этнографическим комплексом «Этыр» (болг. Етър).
Местность традиционно ассоциируются с возможностями отдыха на природе. Узана представляет собой просторную поляну в Балканских горах, ограждённую со всех сторону вековыми буковыми лесами. Высота над уровнем моря варьируется от 1220 до 1350 метров, высочайшая точка — вершина Марков стол (1352 м). Местность подходит для пеших и велосипедных походов, представляет собой популярный зимний курорт — здесь расположены восемь горнолыжных склонов, все снабжены подъёмниками. Заснеженная поляна представляет собой удобное поле для кайт-бординга. Туристы размещаются в нескольких гостиницах, в доме отдыха «Эдельвейс» (Еделвайс) и в горных приютах «Узана» и «Лесной дом». С 2009 года местность пользуется статусом курортного комплекса. Окрестности Узаны подходят для спелеологии, катания на лыжах и скалолазания.

Виды Узаны
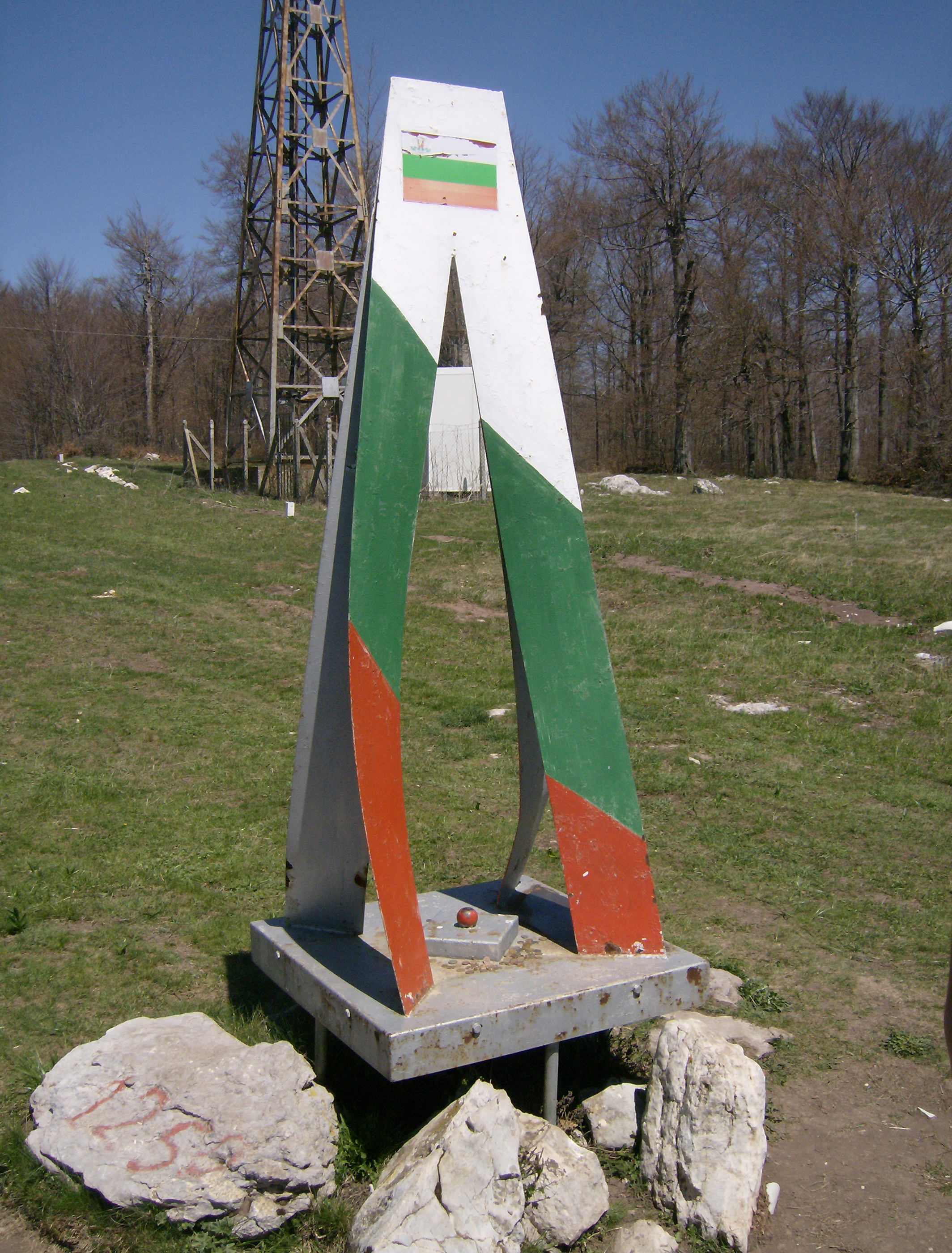
Знак географического центра Болгарии
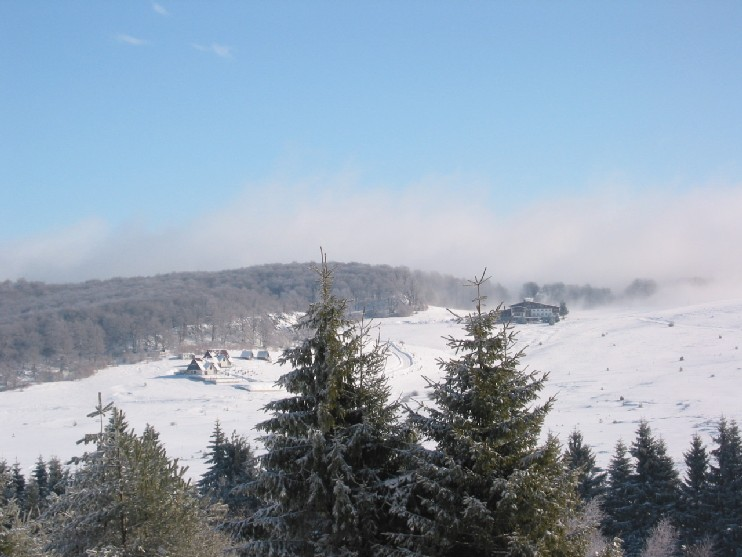
Узана зимой
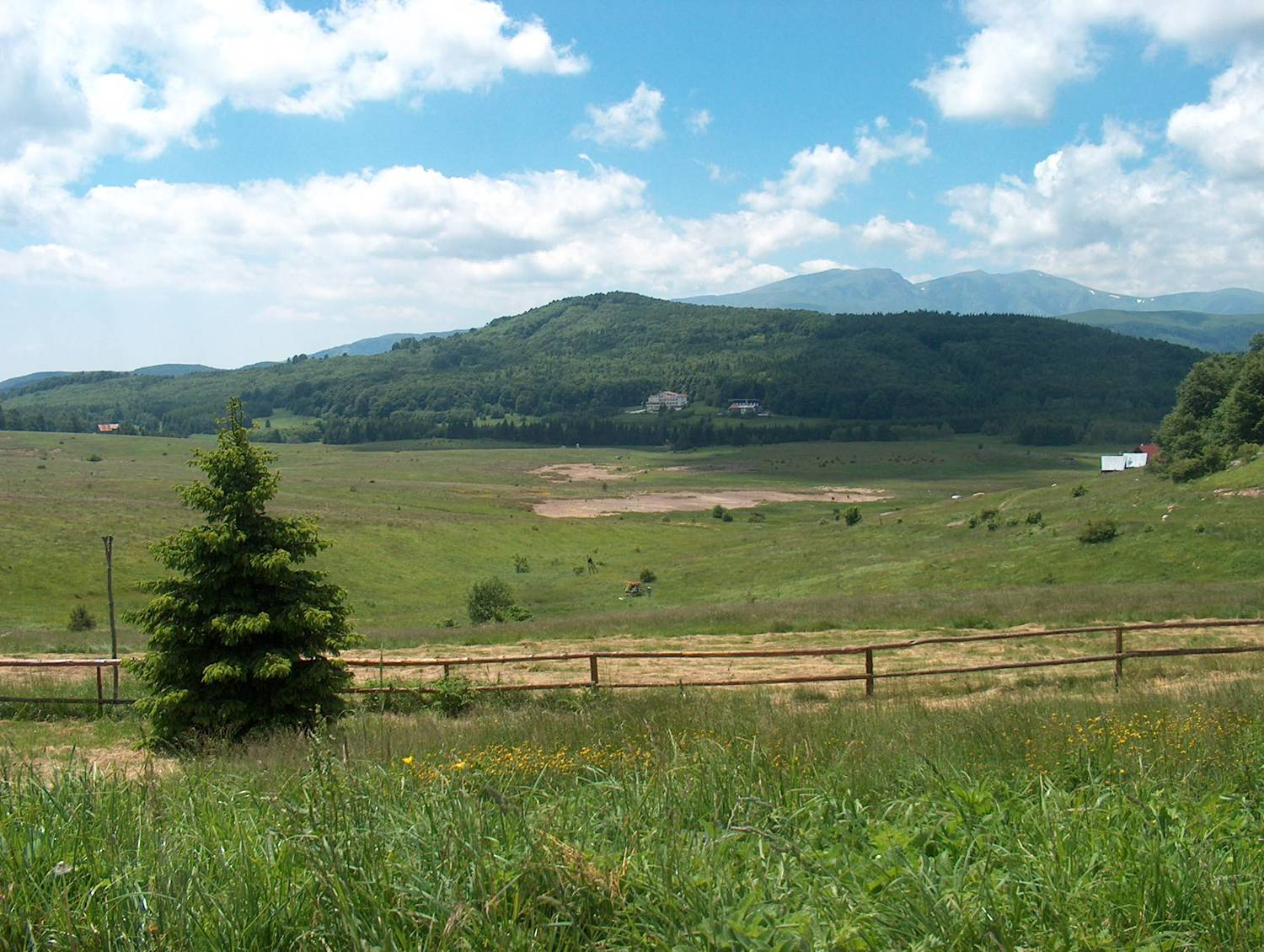
Узана и вершина Триглав (2276 м)
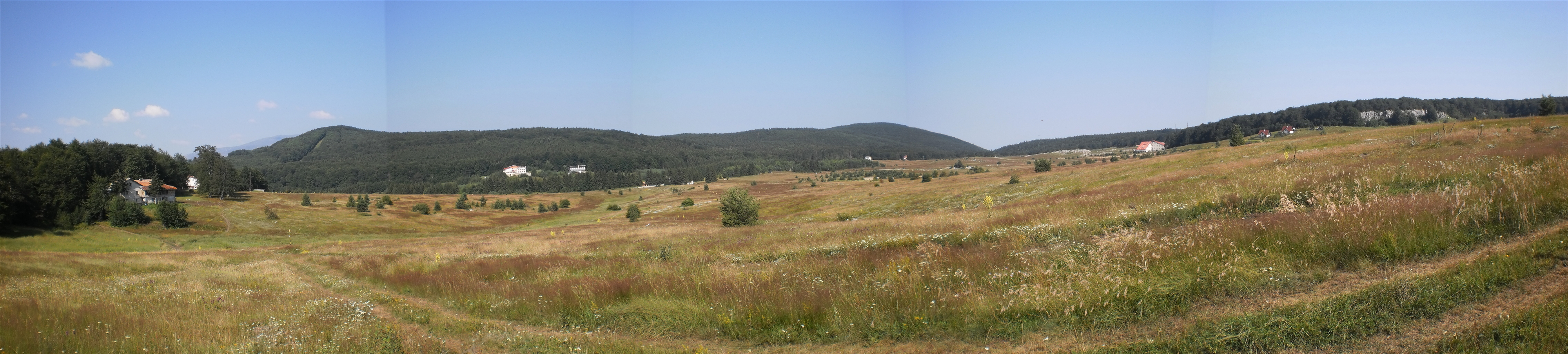
Панорамный вид на Узану
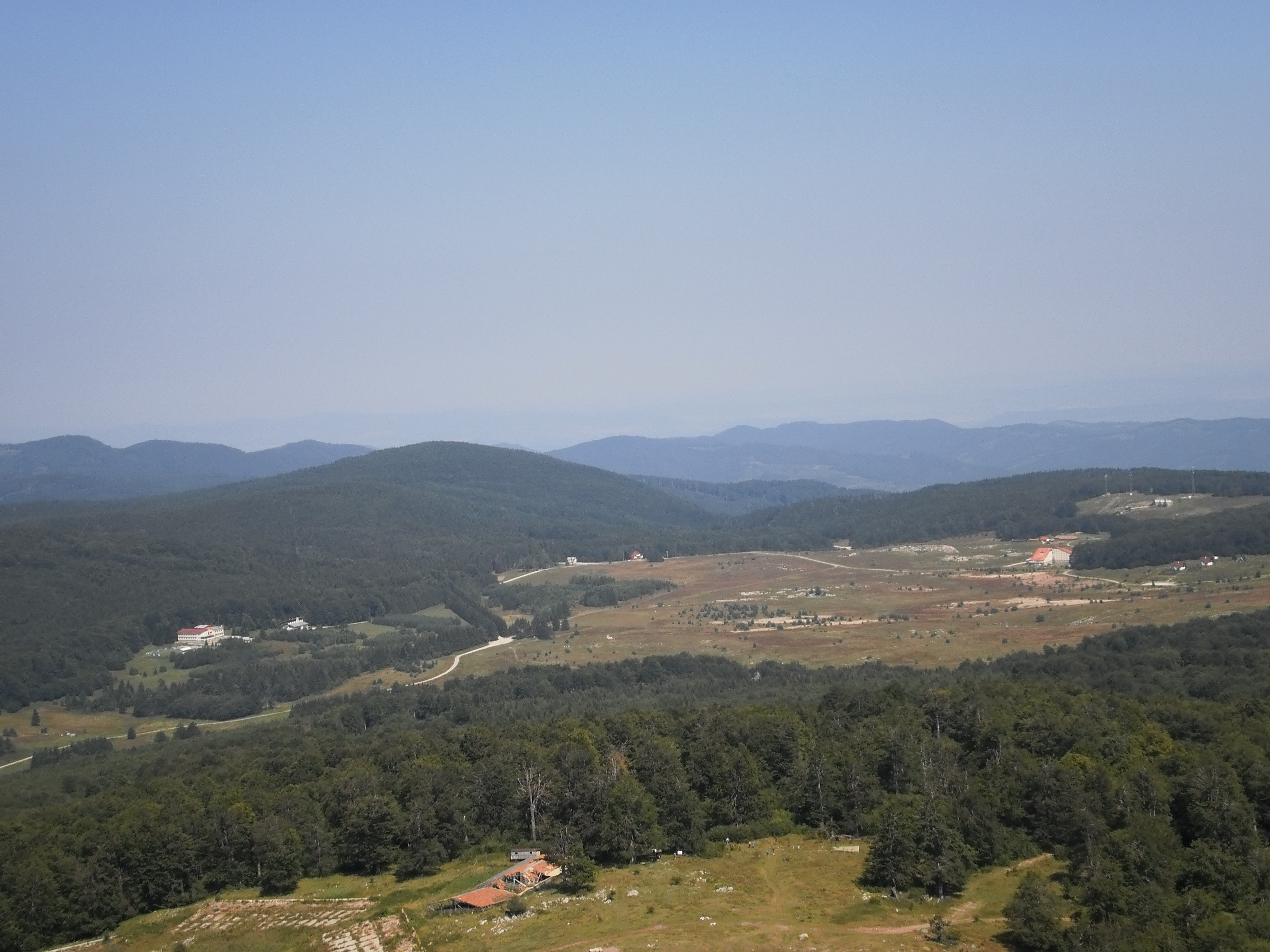
Вид Узаны с вершины Исполин